# 도윤
도윤(道允, 798년 ~ 868년)은 신라의 승려이다. 성은 박(朴)이며 호는 쌍봉(雙峰)이며, 한산주(漢山州) 장구군(獐口郡) 출신이다.
도윤의 어머니가 신이한 빛이 방 안을 가득 채우는 태몽을 꾸었다고 한다.
18세 때 승려가 되어 귀신사(鬼神寺)에서 《화엄경》을 연구하였다.
헌덕왕 때인, 825년 당나라에 가서 도일(道一)의 제자 보원(普願) 대사의 가르침을 받았다. 보원은 도윤에게 심인을 전한 뒤 자신의 법인(法印)이 신라로 간다고 탄식하였다고 한다.
847년(문성왕 9) 범일(梵日)과 함께 귀국하여 금강산에 머무르며 후학들을 지도하였는데, 이후 경문왕이 도윤에게 귀의하였다.
868년 4월 18일 문인들을 모아 법을 널리 펼 것을 당부하고 나이 71세, 법랍 44세로 입적하였다.
시호는 철감선사(澈鑒禪師)이며, 탑호(塔號)는 징소(澄昭)이다.
죽을 때 오색과명이 입에서 나와 공중에 상서로운 상이 퍼져나갔다 하여 서기만천철감국사(瑞氣滿天澈鑒國師)라고도 한다.
제자 절중이 그 선풍을 받들어 사자산파를 창건하여 신라 선문 9산 중의 하나가 되었다.

## 같이 보기
- 쌍봉사
- 화순 쌍봉사 철감선사탑
- 화순 쌍봉사 철감선사탑비

## 참고 문헌
- 한국민족문화대백과사전-도윤